# Invreia
Invreia är ett släkte av steklar som beskrevs av Masi 1929. Invreia ingår i familjen bredlårsteklar.